# Jim Peckham
James Cameron „Jim” Peckham (ur. 30 sierpnia 1929 w Bostonie, zm. 23 sierpnia 2011 w Braintree) – amerykański zapaśnik walczący w stylu klasycznym. Olimpijczyk z Melbourne 1956, gdzie zajął siódme miejsce w wadze średniej.

## Letnie Igrzyska Olimpijskie 1956
| Konkurencja          | Rundy eliminacyjne    | Rundy eliminacyjne   | Rundy eliminacyjne   | Klas. końcowa |
| Konkurencja          | Przeciwnik I          | Przeciwnik II        | Przeciwnik III       | Miejsce       |
| -------------------- | --------------------- | -------------------- | -------------------- | ------------- |
| 79 kg styl klasyczny | György Gurics (HUN) P | Johann Sterr (FRG) Z | Rune Jansson (SWE) P | 7.            |